# Папуга патагонський
Папуга патагонський (Cyanoliseus patagonus) — вид папугоподібних птахів родини папугових (Psittacidae). Поширений в Південній Америці.

## Поширення
Птах мешкає на більшій частині території Аргентини, і є окремі популяції в центральній частині Чилі. Взимку птахи центральної та південної Аргентини можуть мігрувати на північ аж до південного Уругваю, тоді як чилійські птахи мігрують вертикально вниз до долин, щоб уникнути більш холодних висот.
Патагонський папуга віддає перевагу сухій відкритій місцевості, особливо поблизу водойм, на висоті до 2000 м. Середовища проживання включають гірські трав'янисті чагарники, патагонські степи, посушливі низовини, лісисті савани та рівнини Гран-Чако. Вони також трапляються на сільськогосподарських угіддях та околицях міських районів.

## Опис
Великий птах, завдовжки близько 45 см. Голова і верхня частина тіла оливково-зеленого кольору з коричневими відтінками; горло і верхня частина грудей сіруваті з червоним щитком, що покриває центральну частину грудей, і інтенсивно-жовтими черевною частиною. У нього червоні штани, сині махові пір'я, зеленуватий хвіст, жовтий круп, чорно-коричневий дзьоб, очі, облямовані білою голою шкірою, і світла райдужка; ноги, стрункі порівняно з розміром тварини, рожеві.

## Спосіб життя
Зграйний птах, пересувається дуже великими зграями. Гніздо викопує на піщаних берегах на березі річки або моря. Воно має зручну виводкову камеру, доступ до якої здійснюється через тунель діаметром близько 18 см і довжиною до 3 метрів. Гніздування є колоніальним і, ймовірно, кооперативним, тобто всі дорослі особини в колонії співпрацюють у догляді за молодняком, незалежно від ступеня спорідненості. Часто галереї з'єднані між собою і створюють справжній лабіринт.